# Dearica Hamby
Dearica Marie Hamby (Marietta, 6 novembre 1993) è una cestista statunitense, professionista nella WNBA.

## Carriera
È stata selezionata dalle San Antonio Stars al primo giro del Draft WNBA 2015 con la 6ª chiamata assoluta.

## Statistiche

### College
| Anno      | Squadra           | PG  | PT  | MP   | TC%  | 3P%  | TL%  | RP   | AP  | PRP | SP  | PP   |
| --------- | ----------------- | --- | --- | ---- | ---- | ---- | ---- | ---- | --- | --- | --- | ---- |
| 2011-2012 | W.F. Dem. Deacons | 34  | 13  | 16,6 | 39,7 | 25,0 | 44,7 | 4,1  | 0,4 | 1,2 | 0,6 | 3,8  |
| 2012-2013 | W.F. Dem. Deacons | 32  | 30  | 28,2 | 54,2 | 25,0 | 62,0 | 6,2  | 0,9 | 1,8 | 1,1 | 10,6 |
| 2013-2014 | W.F. Dem. Deacons | 31  | 30  | 35,4 | 55,2 | 26,8 | 67,6 | 11,0 | 2,0 | 2,1 | 1,1 | 22,0 |
| 2014-2015 | W.F. Dem. Deacons | 31  | 31  | 35,7 | 50,7 | 26,2 | 70,8 | 10,5 | 2,4 | 1,6 | 0,6 | 20,1 |
| Carriera  | Carriera          | 128 | 104 | 28,7 | 51,9 | 26,0 | 66,4 | 7,9  | 1,4 | 1,7 | 0,8 | 13,9 |

### WNBA

#### Regular Season
| Anno     | Squadra           | PG  | PT  | MP   | TC%  | 3P%  | TL%  | RP  | AP  | PRP | SP  | PP   |
| -------- | ----------------- | --- | --- | ---- | ---- | ---- | ---- | --- | --- | --- | --- | ---- |
| 2015     | San Antonio Stars | 31  | 16  | 17,4 | 35,4 | 35,3 | 64,2 | 4,1 | 0,7 | 0,4 | 0,2 | 6,1  |
| 2016     | San Antonio Stars | 25  | 25  | 25,3 | 42,2 | 14,3 | 72,3 | 5,1 | 1,0 | 0,5 | 0,5 | 9,0  |
| 2017     | San Antonio Stars | 34  | 3   | 20,2 | 45,7 | 37,5 | 60,8 | 4,2 | 1,0 | 0,9 | 0,3 | 7,8  |
| 2018     | Las Vegas Aces    | 33  | 0   | 14,4 | 52,6 | 28,9 | 74,2 | 3,6 | 1,2 | 0,7 | 0,3 | 7,4  |
| 2019     | Las Vegas Aces    | 34  | 9   | 24,8 | 48,8 | 32,1 | 71,8 | 7,6 | 1,9 | 1,0 | 0,4 | 11,0 |
| 2020     | Las Vegas Aces    | 22  | 0   | 28,3 | 53,9 | 47,4 | 71,6 | 7,1 | 2,7 | 1,7 | 0,2 | 13,0 |
| 2021     | Las Vegas Aces    | 29  | 0   | 24,5 | 54,5 | 25,0 | 65,5 | 6,7 | 1,7 | 1,1 | 0,1 | 11,6 |
| 2022†    | Las Vegas Aces    | 34  | 32  | 26,5 | 46,6 | 21,9 | 72,0 | 7,1 | 1,1 | 1,1 | 0,1 | 9,3  |
| 2023     | L.A. Sparks       | 40  | 19  | 24,8 | 43,1 | 22,0 | 64,8 | 5,9 | 1,8 | 0,9 | 0,3 | 8,9  |
| 2024     | L.A. Sparks       | 40  | 40  | 33,7 | 51,2 | 34,1 | 63,1 | 9,2 | 3,5 | 1,7 | 0,2 | 17,3 |
| Carriera | Carriera          | 322 | 144 | 24,1 | 47,8 | 29,7 | 67,1 | 6,1 | 1,7 | 1,0 | 0,2 | 10,2 |

#### Playoffs
| Anno     | Squadra        | PG | PT | MP   | TC%  | 3P%  | TL%  | RP  | AP  | PRP | SP  | PP   |
| -------- | -------------- | -- | -- | ---- | ---- | ---- | ---- | --- | --- | --- | --- | ---- |
| 2019     | Las Vegas Aces | 5  | 0  | 28,4 | 55,6 | 46,2 | 40,0 | 7,0 | 3,0 | 0,8 | 0,0 | 12,0 |
| 2020     | Las Vegas Aces | 3  | 0  | 25,0 | 52,9 | 20,0 | 62,5 | 3,0 | 2,3 | 0,7 | 0,0 | 8,0  |
| 2021     | Las Vegas Aces | 5  | 0  | 17,4 | 29,2 | 0,0  | 50,0 | 4,8 | 1,0 | 0,4 | 0,2 | 3,8  |
| 2022†    | Las Vegas Aces | 6  | 0  | 8,5  | 60,0 | 0,0  | 25,0 | 1,5 | 0,8 | 0,2 | 0,2 | 1,2  |
| Carriera | Carriera       | 19 | 0  | 18,7 | 48,4 | 29,2 | 46,9 | 4,1 | 1,7 | 0,5 | 0,1 | 5,8  |

## Palmarès

### Squadra
- Coppa Italia: 1
Eirene Ragusa: 2019
- Campionato WNBA: 1
Las Vegas Aces: 2022

### Individuale
- WNBA Sixth Woman of the Year: 2
2019, 2020